# Senzatempo (dieci anni)
Senzatempo (Dieci Anni) è un album raccolta dei Timoria, pubblicata per la prima volta nel 1998.

## Descrizione
Il disco contiene diversi successi della band più due inediti, gli ultimi cantati da Francesco Renga poco prima del suo distacco dalla band. Le versioni live dei brani sono state registrate il 18 dicembre 1995 al Rolling Stone di Milano e mixate nel dicembre 1998 da Max Lepore e lo stesso gruppo presso l'Avant Garde studio di Milano. L'album è stato editato e masterizzato da Antonio Baglio presso il Nautilus Studio di Milano.
Il brano Verso Oriente è cantata dal solo Omar Pedrini, contrariamente a quella pubblicata precedentemente, alla quale partecipava anche Eugenio Finardi.

## Tracce
1. Cuore mio - 5:00
2. Senza vento (Live) - 4:59
3. L'uomo che ride - 3:47
4. La nave - 1:58
5. Sud Europa (Radio Edit) - 3:19
6. Verso Oriente - 4:46
7. Europa 3 (Live) - 6:13
8. Lasciami in Down - 3:04
9. Tradito - 3:53
10. Io vagabondo (con Gianna Nannini) - 4:13
11. Sacrificio - 4:53
12. Walking My Way (con Biagio Antonacci) (Remix extended version) - 5:36
13. Via Padana Superiore (Live) - 3:40
14. Terra senza eroi - 3:50
15. Bella bambola - 2:41
16. Ritmo e dolore - 4:27
17. Pugni chiusi - 2:29
18. Mi manca l'aria (Live) - 3:26
19. 2020 (Live) - 2:43

## Formazione
- Francesco Renga - voce
- Omar Pedrini - chitarre, cori e voce in Verso oriente e Via Padana Superiore
- Carlo Alberto "Illorca" Pellegrini - basso, cori  e voce in Sudeuropa e Lasciami in down
- Enrico Ghedi - tastiere, e voce in Mi manca l'aria
- Diego Galeri - batteria e cori
- Pippo Ummarino - percussioni solo in Cuore Mio

### Altri musicisti
- Gianna Nannini - voce in Io vagabondo
- Biagio Antonacci - voce in Walking my way
- Candelo Cabezas - percussioni in Verso oriente